# Club Balonmano Burgos
El Club Balonmano Burgos es un club de balonmano de Burgos que actualmente juega en la División de Honor Plata. 

## Organigrama deportivo

### Jugadores
| Nº | Nombre             | Edad | Posición          | Altura (m) |
| -- | ------------------ | ---- | ----------------- | ---------- |
| 1  | Ibrahim Moral      | 29   | Portero           | 1.85       |
|    | Jorge Lloria       | 39   | Portero           | 1.84       |
| 17 | Marcos González    | 21   | Central           | 1.85       |
|    | Alex Chan          | 30   | Central           | 1.87       |
|    | Beñat Manterola    | 20   | Central           | 1.83       |
|    | Javier Domingo     | 24   | Lateral izquierdo | 1.83       |
|    | Javier Espinosa    | 23   | Lateral izquierdo | 1.93       |
|    | Guilherme Leonel   | 27   | Lateral izquierdo | 1.97       |
|    | Asier Pedroarena   | 24   | Lateral derecho   | 1.86       |
|    | Guilherme Linhares | 25   | Lateral derecho   | 1.90       |
| 6  | Pablo Gómez        | 17   | Extremo izquierdo |            |
| 20 | Toni Alegre        | 30   | Extremo izquierdo | 1.75       |
| 22 | Ernesto López      | 23   | Extremo izquierdo | 1.85       |
| 21 | Jaime Gallardo     | 25   | Extremo derecho   | 1.83       |
|    | Jaime González     | 26   | Extremo derecho   | 1.90       |
| 18 | Rubén Fernández    | 22   | Pivote            | 1.95       |
|    | Zakaria Rabhi      | 20   | Pivote            | 1.94       |
|    | Pedro Martins      | 28   | Pivote            | 1.95       |

### Traspasos
Traspasos para la temporada 2023–24
Altas
- Javier Domingo (LI) desde ( BM Villa de Aranda)
- Jorge Lloria (PO) desde ( Atlético Novás)
- Asier Pedroarena (LD) desde ( BM Ciudad de Algeciras)
- Alex Chan (CE) desde ( BM Cisne)
- Javier Espinosa (LI) desde ( UD Ibiza)
- Jaime González (ED) desde ( BM Zamora)
- Beñat Manterola (CE) desde ( Amenabar Zarautz KE)
- Zakaria Rabhi (PI) desde ( BM Casademont Zaragoza)
- Guilherme Linhares (LD) desde ( HBW Balingen-Weilstetten)
- Guilherme Leonel (LI) desde ( BM Ciudad de Málaga)
- Pedro Martins (PI) desde ( BM Ciudad de Málaga)

Bajas
- Dalmau Huix (LI) al ( BM Villa de Aranda)
- Lander Simón (LD) al ( BM Puerto Sagunto)
- Igor Karlov (LI) al ( BM Ciudad de Málaga)
- Juan Tamayo (ED) al ( BM Villa de Aranda)
- Andrés Alonso (PI) (Retirado)
- Felipe Fuentes (PO)
- Iñigo Celorrio (CE)
- Lucas Araxá (PI)
- Adama Sako (LI)
- Stefan Trpchevski (LD)

### Cuerpo técnico
- Entrenador: Roi Sánchez
- Ayte Entrenador:
- Oficial: Rodrigo Pérez
- Oficial: Ernesto Angulo
- Oficial: Lorenzo Vicario
- Médico: Rodrigo Hidalgo Bilbao
- Médico: Eloy Benito Sancho

## Historia
El Club Deportivo Balonmano Burgos nació oficialmente en 2005 bajo la denominación de Club Deportivo BMB, aunque no es hasta 2016 cuando comienza la actividad competitiva.  El nuevo club recoge el testigo del Club Balonmano Ciudad de Burgos, que deja de competir en ese año, y acoge parte de sus jugadores y entrenadores para crear un nuevo proyecto que toma, entonces, el nombre de Club Deportivo Balonmano Burgos, recuperando así la denominación del antiguo club que existió en la ciudad en los años 80 y 90.  
La temporada 2016/2017 es la primera en la que compite el Balonmano Burgos y lo hace en la Segunda División (categoría autonómica) bajo el nombre de UBU San Pablo Inmobiliaria y con el leonés Marcos Martínez como entrenador. En su primer año de vida, el conjunto cidiano se clasifica para la fase de ascenso a Primera Estatal, que se disputa en la capital burgalesa. Aunque los resultados no son los esperados y los castellanos no ganan el play-off, obtienen la plaza para jugar en Primera por vías administrativas. En concreto, porque el Club Balonmano Sinfín cede los derechos deportivos de su filial al club burgalés. Un año, un ascenso.
El UBU San Pablo Inmobiliaria inicia su andadura en la categoría de bronce del balonmano nacional con Mariano Ortega como entrenador. El cuadro castellano completa una buena campaña para su primer curso en la categoría y concluye en séptima posición, con 17 victorias. En la siguiente temporada, el Balonmano Burgos se lanza a la caza de una plaza de play-off de ascenso de la mano de un nuevo entrenador, Toni Malla. El equipo comienza la competición lanzado con siete victorias consecutivas y deja claras sus intenciones. El cambio de técnico a mitad de temporada no rompe la buena dinámica del equipo y solo el golaveraje impide que los cidianos se clasifiquen para la fase de ascenso, ya bajo la dirección del vallisoletano Nacho González.
La temporada 2019/2020 es la de la explosión del club. Bajo la batuta de González y con una plantilla renovada, el UBU San Pablo Burgos arrasa desde el inicio de la temporada ganando todos los partidos y dejando cifras de récord: 23 victorias en 23 partidos; equipo más goleador y menos goleado de la categoría y el segundo entre todas las categorías nacionales (solo superado por el Barça Handbol en Asobal), y una media de 55 ataques por partido, llegando a 70 en un encuentro en el que consigue la máxima renta jamás conseguida en una categoría nacional (victoria contra la Universidad de Valladolid por 22-52). Solo el confinamiento obligado por la pandemia del coronavirus impidió al conjunto rojinegro seguir acumulando récords. La paralización de la competición, a causa de la crisis sanitaria, dejó en el aire durante semanas el devenir del conjunto burgalés hasta que, por fin, el 4 de mayo de 2020, la Real Federación Española de Balonmano emitió una resolución para la conclusión de las competiciones en la que se confirmaba el ascenso del UBU San Pablo a División de Honor Plata. Un hito histórico dentro del balonmano burgalés, que por primera vez cuenta con un equipo en la segunda categoría nacional. Cuatro años, dos ascensos.
En el primer año en DH Plata, los cidianos pasaron consiguieron clasificarse para la fase de ascenso y concluyeron la temporada en 5ª posición. En la actualidad, el UBU San Pablo Burgos milita por segundo año consecutivo en el Grupo A de la DH Plata con el objetivo de clasificarse entre los cinco primeros para pasar a la fase en la que se disputan las plazas de ascenso a Asobal.